# 投球 (板球)

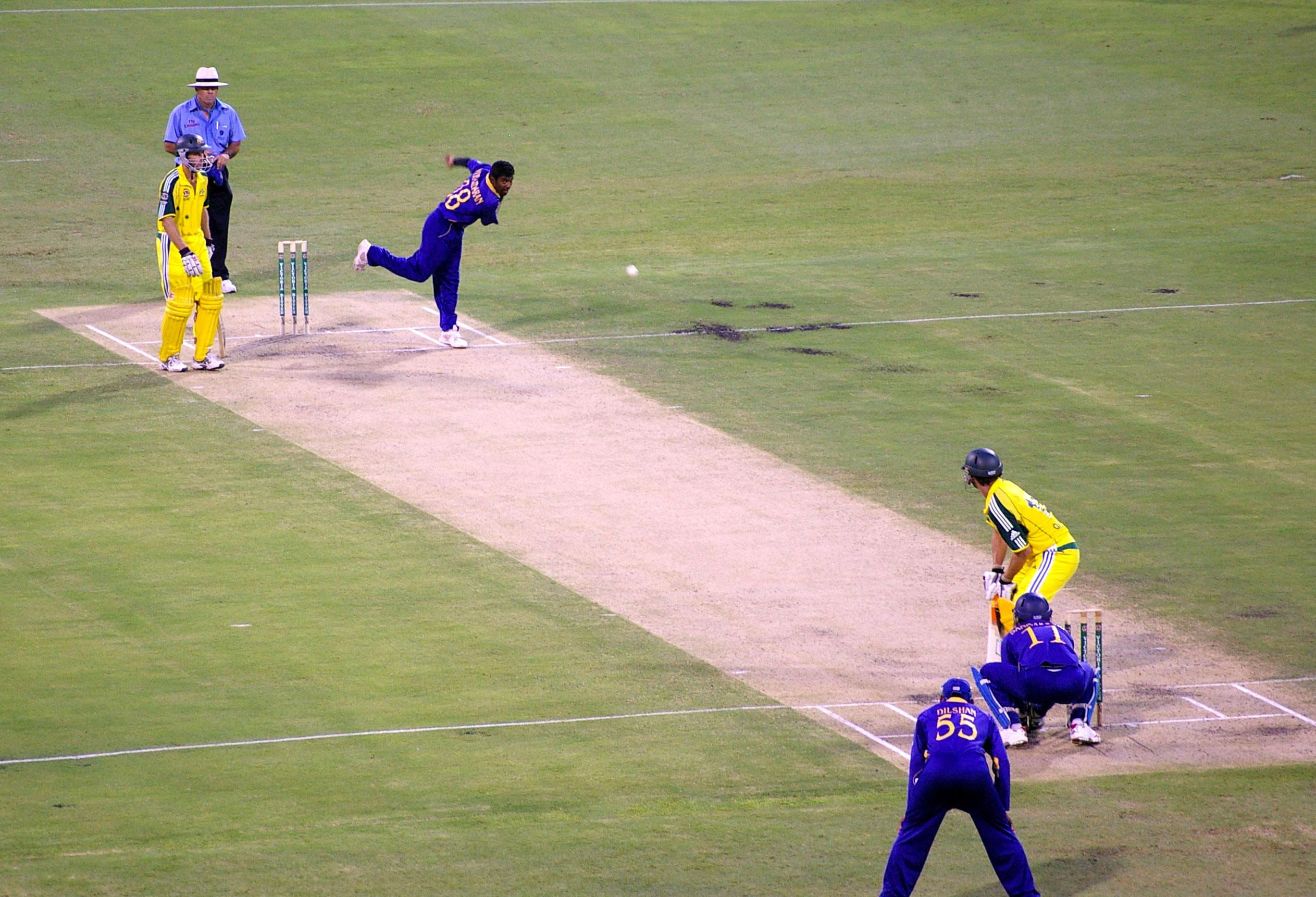
藍衣者為投球手，黃衣的击球方是亚当·吉尔克里斯特

投球是板球中的一種動作，投球手投球時要將赛球丟向三柱门，不過三柱门由击球手防守。投球手就是擅长投球的球员； 投球手如果同时又是一名出色的击球手，那他就是全能选手。板球比赛规则對投球動作有嚴格規定。 如果球故意投得离击球手太远，以至於讓所有的击球手都不可能打到，则擊球一方將會得分。 